# Lee M. Russell
Lee Maurice Russell, född 16 november 1875 i Lafayette County, Mississippi, död 5 maj 1943 i Jackson, Mississippi, var en amerikansk demokratisk politiker. Han var Mississippis viceguvernör 1916–1920 och guvernör 1920–1924.
Russell var ledamot av Mississippis representanthus 1908–1910. År 1911 blev han invald i Mississippis senat. Där introducerade han 1912 ett lagförslag om förbud mot hemliga studentsammanslutningar. Lagförslaget gick igenom men lagen upphävdes på 1920-talet. Redan under studietiden vid University of Mississippi var Russell motståndare till studentbrödraskap med grekiska initialer.
Russell efterträdde 1920 Theodore G. Bilbo som Mississippis guvernör och efterträddes 1924 av Henry L. Whitfield.
Russell frikändes i en rättegång där han anklagades för att ha missbrukat sin ställning genom att ha förfört sin sekreterare med hjälp av falska löften. Han avled 1943 och gravsattes i Jackson.